# Hemocitômetro

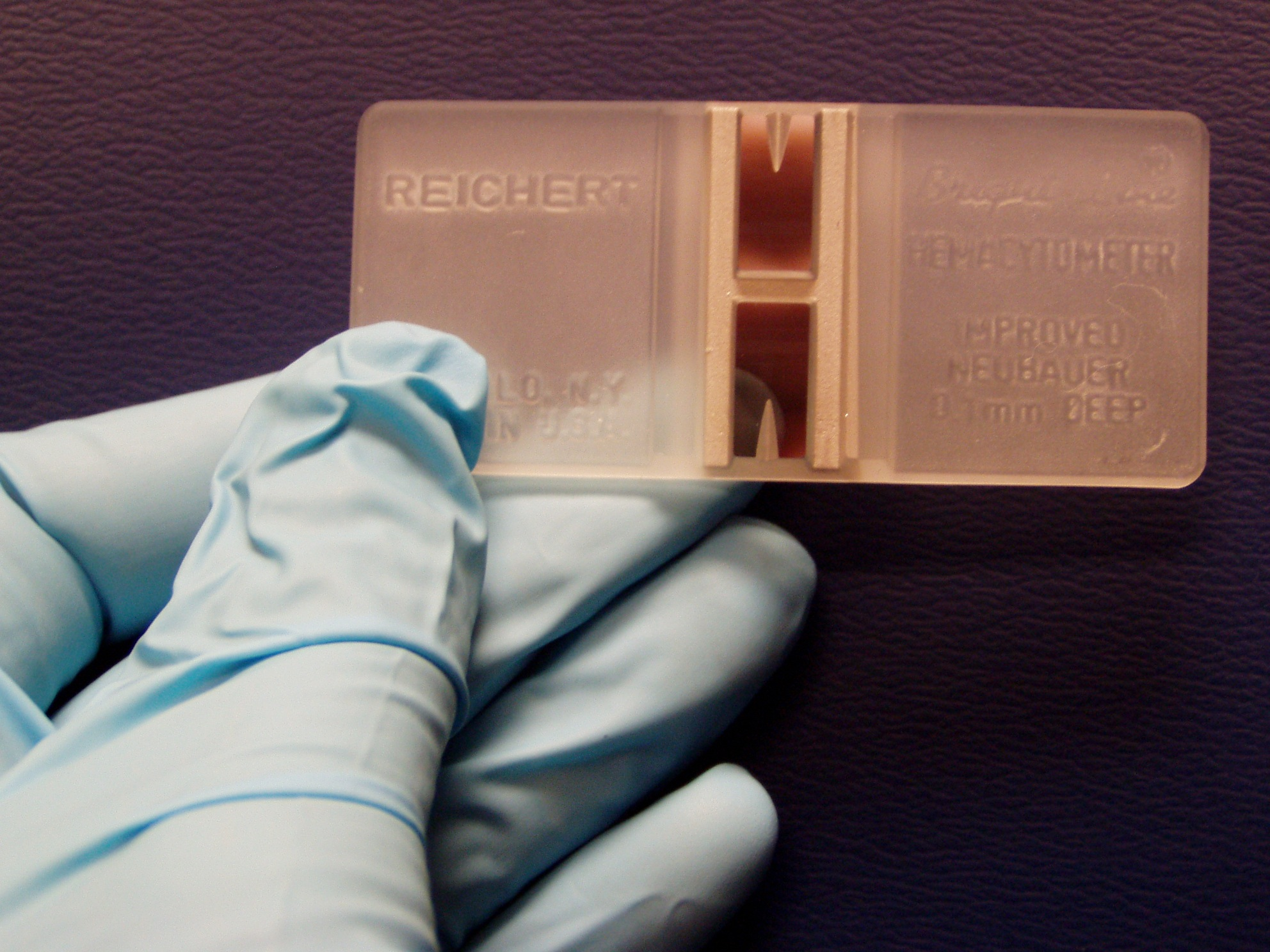
Os dois retângulos semirreflexivos são as câmaras de contagem do hemocitômetro

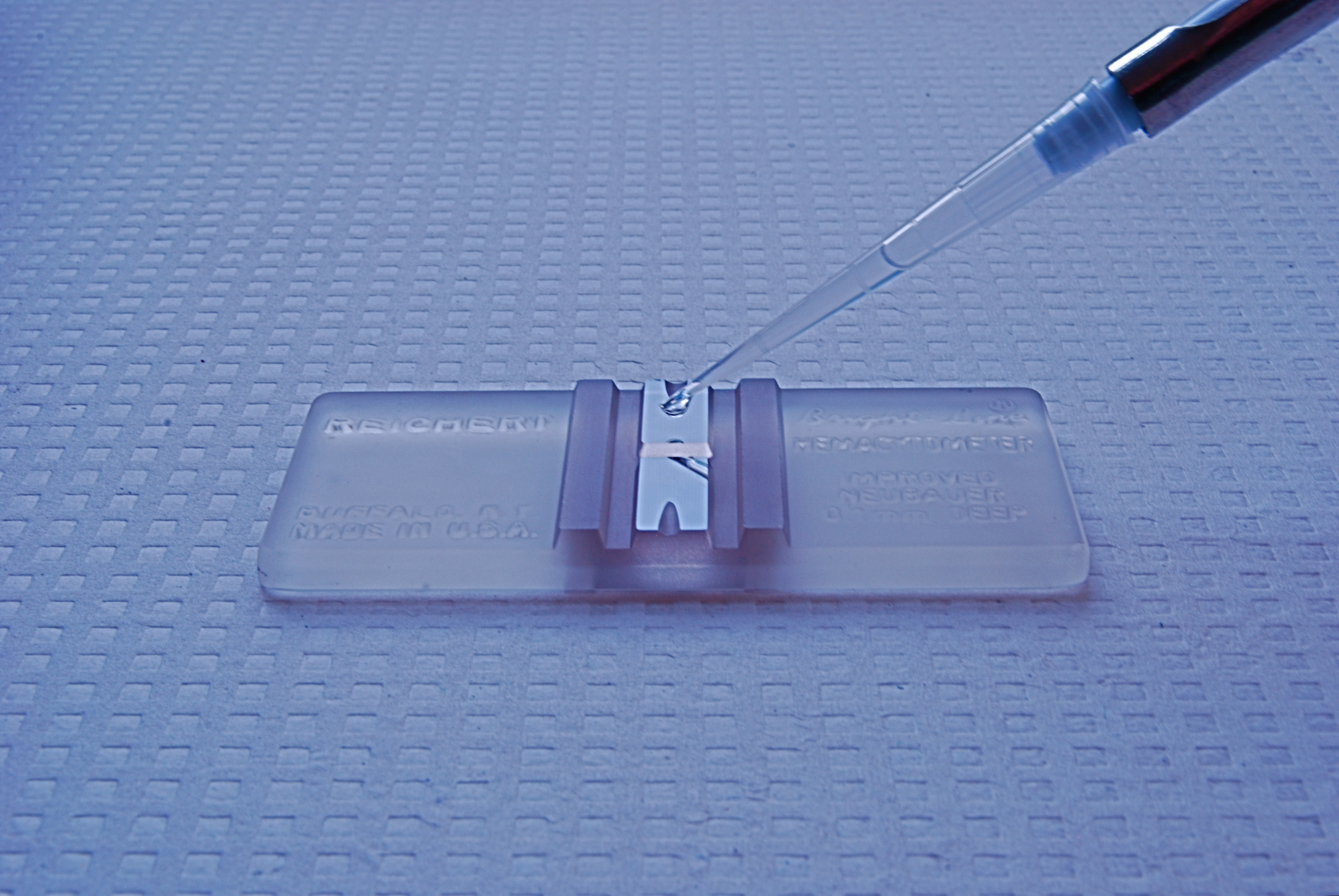
Carregando uma câmara

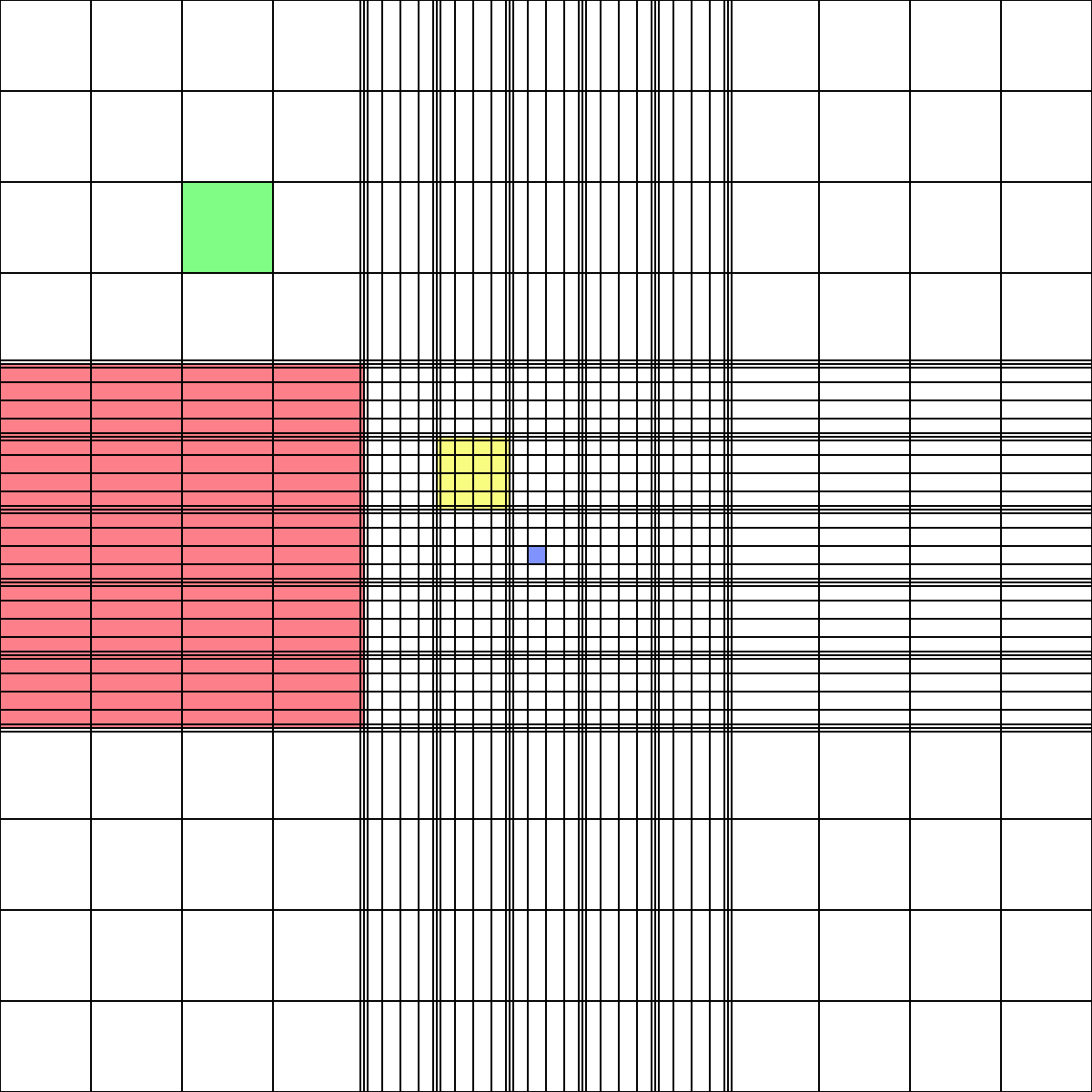
Grade do hemocitômetro (ver tabela)

O hemocitômetro é um dispositivo originalmente projetado e geralmente usado para contagem de células sanguíneas.
O hemocitômetro foi inventado por Louis-Charles Malassez e consiste em uma lâmina de microscópio de vidro espesso com um recorte retangular que cria uma câmara de volume de precisão. Esta câmara possui uma grade de linhas perpendiculares. O dispositivo é cuidadosamente trabalhado para que a área delimitada pelas linhas seja conhecida e a profundidade da câmara também seja conhecida. Ao observar uma área definida da grade, é possível contar o número de células ou partículas em um volume específico de fluido e, assim, calcular a concentração de células no fluido total. Um tipo de hemocitômetro bem utilizado é a câmara de Neubauer.